# 亨利·托馬斯 (橄欖球)
亨利·托馬斯（英語：Henry Thomas；1991年10月30日—）是一位英格蘭橄欖球運動員。他是英格蘭國家橄欖球隊的一員，代表英格蘭參加了2014年橄欖球六國賽。